# Széchenyi-Wolkenstein Ernőné
Széchenyi-Wolkeinstein Ernőné szül. Sennyey Mária (1867. február 26. Bodrogkeresztúr, 1945. október 30.). Csillagkeresztes úrhölgy, az Országos Pomológiai Társaság tiszteletbeli elnöke.

## Élete
Széchenyi-Wolkeinstein Ernőné 1867-ben született. Gyermekkorát a Bodrogközben töltötte a családi birtokokon, elsősorban Bélatanyán és Bélyen. Később Erzsébet királyné udvarhölgye volt, csillagkeresztes úrhölgy. A császárné halála után visszaköltözött a Zemplénbe, itt ismerkedett meg Széchenyi-Wolkenstein Ernővel - aki akkor még a Wolkenstein nevet nem vette fel. 1904-ben volt a házasságkötésük. 
Az első világháború idején hadikórházat működtetett a házaspár Sátoraljaújhelyben, később népkonyhát üzemeltettek, mindketten részt vettek a helyi politikai és közéletben. 
Miután Wolkenstein Oszwald gróf 1915-ben elvesztette egyedüli fiát, életjáradék fejében átengedte a Tokaj-hegyaljai birtokait Széchenyi Ernőnek, aki ekkor vette fel a Wolkenstein előnevet. 1920-ban költöztek Bodrogkeresztúrra.
A grófné a bodrogkeresztúri birtokon indította el saját gyümölcskertészetét, s a birtokon hatalmas arborétumot is kialakított. ‘A törpe gyümölcsfák ültetése és gondozása’ című könyvét Bodrogkeresztúrra datált levél formátumban írta meg, s népszerűségét mutatja, hogy egymás után három kiadásban is megjelent a két világháború között. Meggyőződése volt, hogy a törpe gyümölcsfák révén sokan ráérezhetnek a kertészkedés örömére, hiszen ezek a fák nemcsak kis területen elférnek, hanem már a 3. évben termőre fordulnak, így a kertészkedés gyors sikerét élheti meg bárki. Munkásságának köszönhetően az 1930-as évekre minden zempléni községben faiskola létesült. Szerepet kapott a földművelési minisztérium gyümölcsfejlesztő programjának végrehajtásában, s az Országos Pomológiai Társaság tiszteletbeli elnökének választották meg.
A grófné így fogalmazta meg egy vele készült riportban a misszióját:
“A gyümölcsfa ápolást ösztönné és törvénnyé kellene tenni nálunk. Minden iskolában azt hirdetik a falitáblák, hogy “szeresd felebarátodat”. Én minden gyümölcskert ajtajára kiírnám: Szeresd gyümölcsfáidat! Ilyen elvek mellett milyen könnyen lehetne szép Hegyaljánk védett szőlőparlagjait is őszibarackosokká átalakítani és jövedelmező fajtákkal teleültetni.” Hozzátette:
“Az is módunkban állna a földművelési minisztérium gyümölcstermelő programjának tervszerű végrehajtásával, hogy a külföldi gyümölcsöt teljesen kiszorítsuk! … A magam kísérletéből tudom, hogy még július hónapban is lehet nálunk Bodrogkeresztúron az előző évi almatermésből fogyasztani, megfelelő kezelés mellett. Ez megfelelő fajokkal és raktárakkal érhető el. Nekem 25-féle almám van most, de az a nézetem, hogy vidékenként csak 4-5-félének kellene lenni, úgy könnyebb az értékesítés.”
A házaspár népszerűségét mutatja, hogy 1931-ban, még életében utcát neveztek el a grófnéról Sátoraljaújhelyben, a férje temetésére pedig különvonat indult Sátoraljaújhelyről. Széchenyi-Wolkenstein Ernőné azonban már elfeledve halt meg 1945-ben.